# Daria Korczyńska
Daria Korczyńska (Polonia, 30 de junio de 1981) es una atleta polaca, especialista en la prueba de 4 x 100 m en la que llegó a ser medallista de bronce europea en 2010.

## Carrera deportiva
En el Campeonato Europeo de Atletismo de 2010 ganó la medalla de bronce en los relevos 4 x 100 metros, con un tiempo de 42.68 segundos que fue récord nacional polaco, llegando a meta tras Ucrania y Francia, siendo sus compañeras de equipo: Marika Popowicz, Marta Jeschke y Weronika Wedler.